# Cantonul Tulle-Urbain-Nord
Cantonul Tulle-Urbain-Nord este un canton din arondismentul Tulle, departamentul Corrèze, regiunea Limousin, Franța.